# Егиазарян, Эдуард Людвикович
Эдуа́рд Лю́двикович Егиазаря́н (29 августа 1939, Ереван, Армянская ССР — 6 августа 2007, Железнодорожный, Московская область) — советский и российский инженер-приборостроитель, изобретатель. Член-корреспондент Российской академии космонавтики им. К. Э. Циолковского (1997), действительный член Международной Академии авторов научных открытий и изобретений (2000).

## Биография
Трудовую деятельность начал в 1957 г. в качестве слесаря-сборщика Электротехнического завода г. Ленинакана Армянской ССР.
В 1965 г. окончил машиностроительный факультет Московского Высшего технического училища (МВТУ) им. Н. Э. Баумана по специальности «Приборы точной механики». Ещё будучи студентом третьего курса, Э. Л. Егиазарян начал свои первые научные изыскания под руководством выдающегося советского конструктора артиллерийского вооружения, профессора, генерал-полковника технических войск В. Г. Грабина в созданном им студенческом конструкторском бюро.
В 1976 г. окончил очную аспирантуру МВТУ им. Н. Э. Баумана.
Работал на предприятиях оборонной промышленности Московской области и Москвы инженером, руководителем конструкторско-технологической бригады, ведущим конструктором, заведующим лабораторией; впоследствии — директором организованного им Научно-исследовательского инженерного центра «Микродатчик».
В 1997 г. избран членом-корреспондентом Российской академии космонавтики им. К. Э. Циолковского, в 2000 г. — действительным членом Международной Академии авторов научных открытий и изобретений.

## Профессиональная деятельность
В числе первых в стране (1972 г.) начал работы по созданию нового поколения тензодатчиков — полупроводниковых микроэлектронных датчиков (микродатчиков), а также систем управления, измерения и контроля на их базе. Эти работы, наряду с работами других специалистов, впоследствии привели к формированию нового научно-технического направления, получившего название «микросенсорика». Выполнил ряд новаторских научных и инженерно-конструкторских разработок в этой сфере.

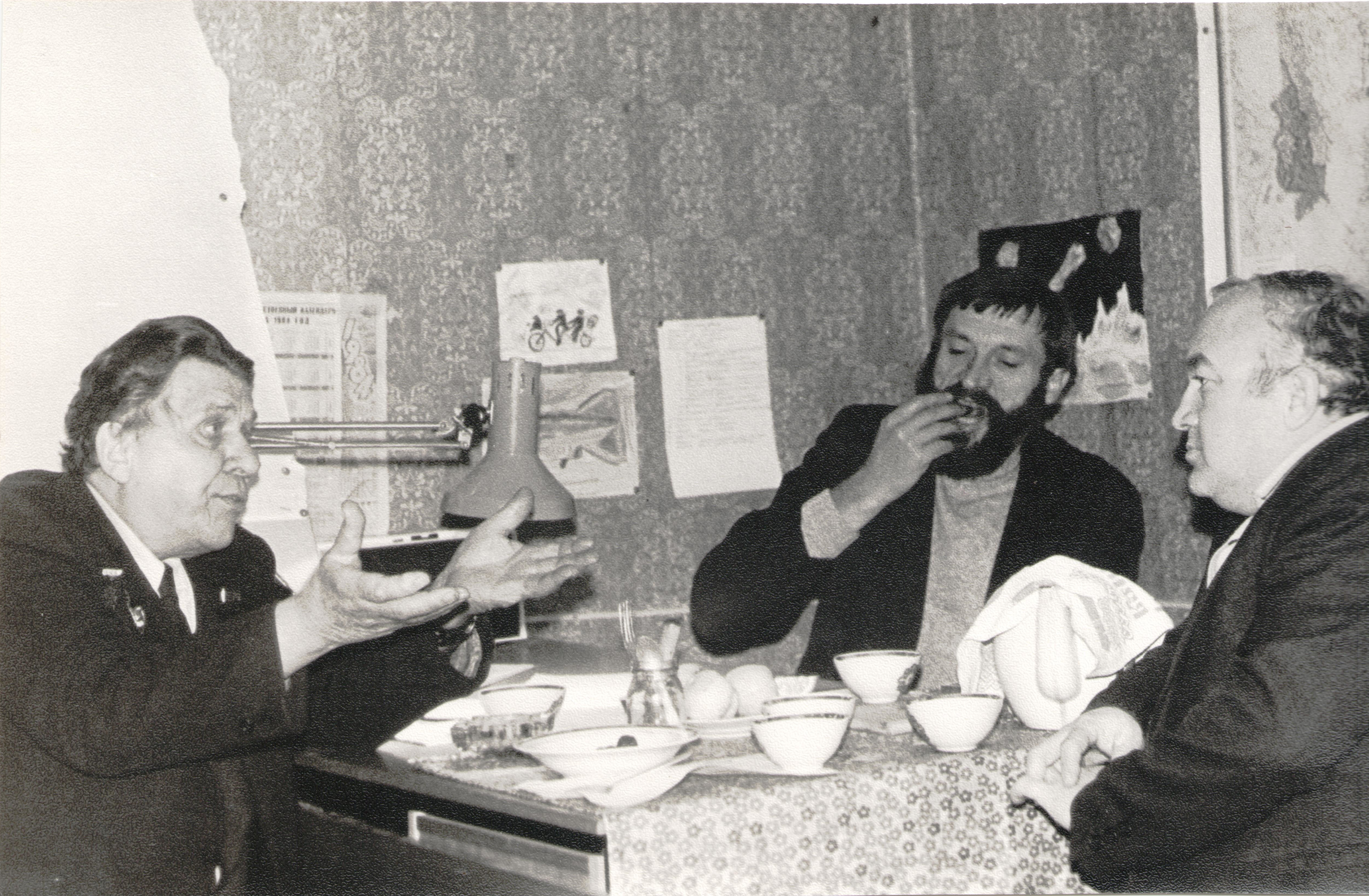
Э. Л. Егиазарян (справа) и директор Всесоюзного кардиологического научного центра АМН СССР академик Е. И. Чазов (слева) во время рабочей встречи. 1984 год, г. Москва.

Разработал, изготовил и внедрил микродатчики в различные области науки и техники (медицинскую, микробиологическую, нейрофизиологическую, дирижаблестроительную, подводную и др.). Так, созданные Э. Л. Егиазаряном микродатчики давления прошли в 1978 г. апробацию во Всесоюзном кардиологическом научном центре АМН СССР и позволили впервые в мировой практике провести прямые измерения давления непосредственно в полостях сердца и кровеносных сосудах с имплантированным в эти органы микродатчиком. Разработанная и внедренная им в Институте высшей нервной деятельности и нейрофизиологии АН СССР установка для изучения опорной реакции животного (собаки) при возбуждении соответствующих участков нервных центров мозга позволила провести специалистам ряд важных нейрофизиологических исследований.
Осуществил экспериментальные исследования концентрации напряжений в областях с крайне малыми (соизмеримыми с размерами кристаллической решетки) радиусами «резких» переходов поверхностей в полупроводниковом чувствительном элементе тензодатчика. Исследования позволили, с одной стороны, выработать рекомендации по существенному повышению чувствительности микродатчиков, с другой стороны, установить причины разрушений в области концентраторов напряжений для микро- и макроконструкций, не описанные классической теорией концентрации напряжений.
Автор работ по исследованию физико-химических свойств материалов для создания конструктивных элементов микродатчиков. Автор конструктивно-технологических, схемотехнических и топологических методов и способов проектирования микродатчиков для измерения параметров линейного и углового движений, давлений, расходов жидкости и газов, деформаций, механических напряжений и т. д., а также параметров электрических и магнитных величин.
Конструкции созданных им приборов (акселерометры, расходомеры, микротензометры, микродатчики давления, счетчики газов и жидкостей и др.) защищены более чем 35 авторскими свидетельствами СССР и патентами РФ; материалы разработок опубликованы в более чем 50 статьях, воплощены в 25 крупных НИОКР и поисковых НИР.
Многие годы вел активную организаторскую и популяризаторскую работу по линии поддержки и становления нового научно-технического направления, внедрения в серийное производство микродатчиков и систем на их основе.

## Разное

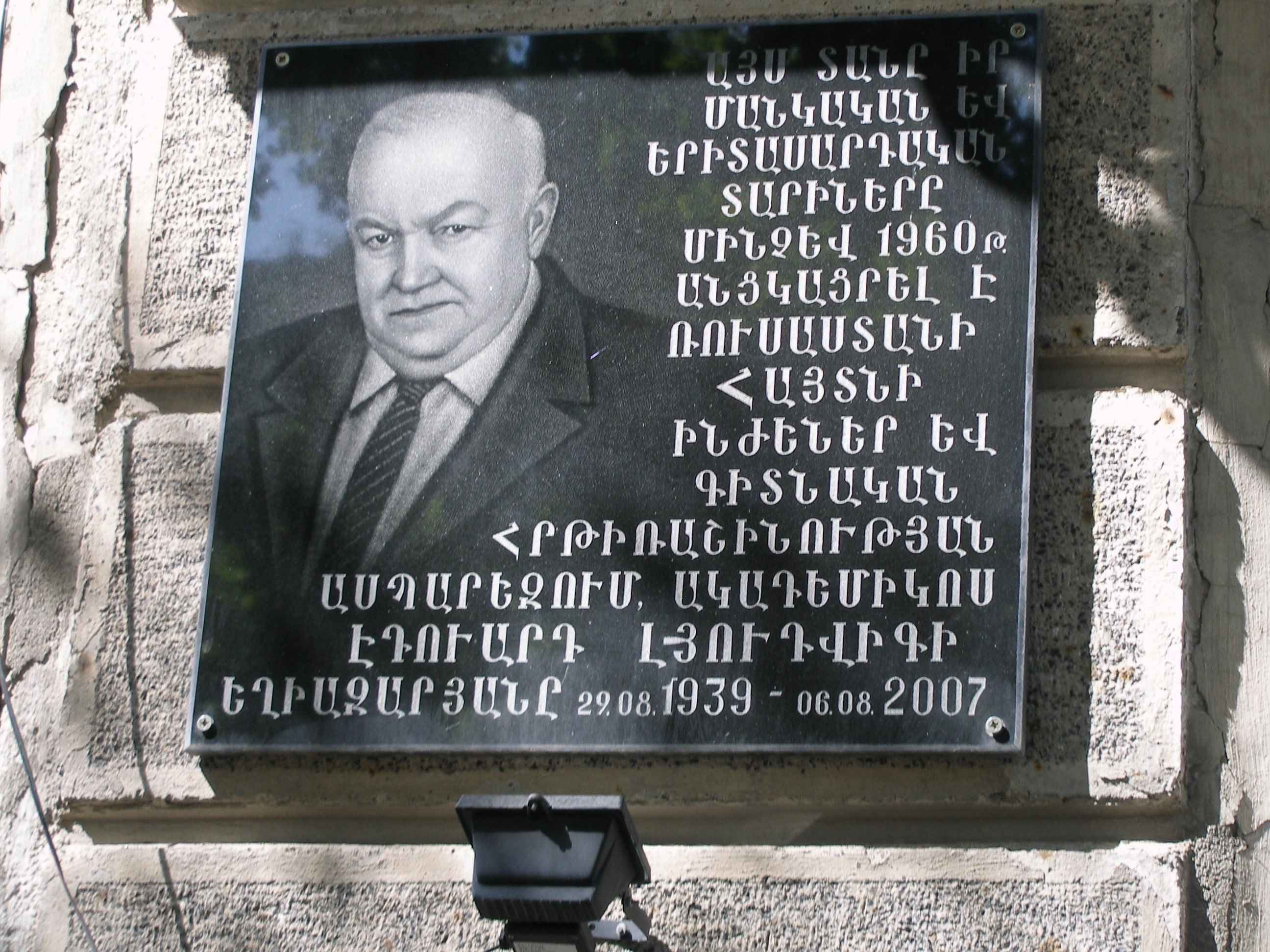
Мемориальная доска Э. Л. Егиазаряну в г. Гюмри

В соответствии с ранее действовавшими в РФ правилами, установленными Российским агентством по патентам и товарным знакам (Роспатент), изобретателям не разрешалось присваивать своим изобретениям названия, в которые включено их собственное имя, что незаконно ограничивало права авторов изобретений при оформлении патентов. Э. Л. Егиазаряну удалось добиться принятия в 2000 г. Верховным Судом РФ решения о признании данного положения недействительным и его отмены.
Похоронен в г. Гюмри, Армения.
В 2007 г. в соответствии с решением Администрации г. Гюмри на фасаде дома, где Э. Л. Егиазарян провел свои детские и юношеские годы (д. 242 по ул. Абовяна в г. Гюмри), была установлена мемориальная доска.